# Infanta (Pangasinan)
Pour les articles homonymes, voir Infanta.
Infanta est une municipalité de la province de Pangasinan, aux Philippines.